# Little World Beverages
Little World Beverages (LWB) is een Australisch dranken- en hospitalitybedrijf dat voornamelijk bekend is voor het bezit van Little Creatures. Hoewel het bedrijf vaak in verband gebracht wordt met de onafhankelijke brouwerijen in Australië is Little World Beverages een dochteronderneming van het grote Japanse drankenbedrijf Lion Nathan, dat het bedrijf in 2012 opkocht.
Little World Beverages werd opgericht in november 2000 door oud-medewerkers en aandeelhouders van de Matilda Bay Brewing Company (die verkocht was aan Carlton & United Breweries). Het bedrijf ging op 20 oktober 2005 de Australische beurs op onder de naam LWB.

## Brouwerijen
Little Creatures Brewing Pty Ltd is de dochterbrouwerij van Little World Beverages Pty Ltd en heeft als hoofdvestiging een brouwerij in Fremantle, West-Australië en een tweede brouwerij in Geelong, Victoria, die op 10 december 2013 geopend werd.
De brouwerij produceert vier merken.
Little Creatures Pale Ale was het originele bier van de brouwerij en is nog steeds het vlaggenschip van het bedrijf; een halfsterk ale (Rogers) wordt ook gebrouwen, samen met een pilsner en een "heldere" ale (Little Creatures Bright Ale).
Naast deze vaste merken geeft Little Creatures ook regelmatig enkele partijen van een speciaal bier uit - in "pint-sized" (568ml) - flesjes. Voorbeelden hiervan zijn een Brown Ale, een Imperial India Pale Ale, een Märzen en een havermout stout.
In maart 2009 opende Little World Beverages een tweede brouwerij, die bekend staat als de White Rabbit, in Healesville, Victoria, Australië. White Rabbit is een kleinere brouwerij dan Little Creatures en heeft eigen merken en producten. Momenteel produceren ze White Rabbit Dark Ale en White Rabbit White Ale. Bij de brouwerij hoort ook nog een hospitality-bedrijf. Pipsqueak Cider wordt ook in de brouwerij in Healesville geproduceerd.
Een tweede Little Creatures brouwerij werd gebouwd in een voormalige wolmolen in Geelong, Victoria, en was in 2013 gebruiksklaar.
In februari 2009 werd aangekondigd dat Little World Beverages een aandeel van 20% in de Stone & Wood Brewing Co. uit Byron Bay, New South Wales, Australië gekocht had. In 2012 kochten Cook, Rogers en Jurisich de 20% van hun bedrijf dat in handen was van Lion terug, nadat dit bedrijf Little World Beverages overgenomen had.

## Hospitality/entertainment
Little World Beverages heeft drie hospitality/entertainment ruimtes: Little Creatures Dining Hall in Fremantle en Fitzroy en een derde, genaamd White Rabbit Cellar Door, in Healesville.

## Distributie
Little World Beverages is de enige Australische distributeur van Aspall Cyder, een van de oudste cidermakers van Engeland.